# Kaiyi X3
Kaiyi X3 — выпускаемый с 2016 года субкомпактный кроссовер суббренда Kaiyi китайской компании Chery Automobile.

## Описание
Kaiyi X3 дебютировал в августе 2014 года на автосалоне в Чэнду под индексом Cowin i-CX. Производство началось в апреле 2016 года, а продажи — в июне того же года. Базовой моделью для Kaiyi X3 стала Chery Tiggo 3.

## Технические характеристики
Автомобиль Kaiyi X3 оснащён 1,6-литровым бензиновым двигателем Acteco мощностью 93 кВт (125 л. с.). В стандартной комплектации двигатель сочетается с пятиступенчатой механической трансмиссией, а в комплектации Pro — с бесступенчатой трансмиссией. В 2019 году 1,6-литровый двигатель был заменён 1,5-литровым мощностью 85 кВт, а в 2021 году в моторную гамму вошёл 1,5-литровый двигатель мощностью 115 кВт.

## В России
В конце лета 2023 года в России компания Автотор начала сборку автомобилей Kaiyi X3 и Kaiyi X3 Pro. Дебют состоялся на выставке MIMS 2023 в Москве. По габаритам Kaiyi X3 сопоставим с Kia Seltos и Hyundai Creta.
28 августа 2023 года в программе Утро России на канале Россия-1 Иван Зенкевич рассказывал о «новых субкомпактниках и альтернативе для тех, кто не хочет ждать». В материалах были представлены автомобили Toyota CH-R, Hyundai Exter, KG Mobility Tivoli и Kaiyi X3/X3 Pro.